# Orthotrichum diaphanum
Az Orthotrichum diaphanum az emberi településeken különösen gyakori lombosmoha. A nagyobb városokban is az egyik leggyakoribb mohafaj. Elsősorban a fák kérgén, köveken és betonon nő. Az Orthotrichum nemzetség többi fajától az átlátszó levélcsúcsáról különböztethető meg könnyen.

## Jellemzői
A moha legfeljebb 1 cm magas laza párnákat vagy gyepet képez, csúcstermő (akrokarp) faj. Ovális-ellipszis alakú levelei vannak, amelyek levélszélei vissza vannak göngyölítve. A levélkeér a levélcsúcs előtt végződik, a levélke egyértelműen átlátszó (hialin) levélcsúcsban végződik. Spórákkal szaporodik és szinte mindig fejleszt spóratokot a növény. A spóratok a levélkék közzé süllyed. A kinyílt érett spóratokon a perisztómiumnak 16 foga van.

## Előfordulás, élőhely
Az Orthotrichum diaphanum fák kérgén, köveken és beton felületeken él. Jól bírja a szárazságot, de inkább az árnyékos felületeken nő. Az egész északi féltekén elterjedt faj, amely szereti a nitrofil (nitrogénben gazdag) helyeket. Dél-Amerika déli részén is előfordul. A faj a mesterséges, ember által alakított élőhelyeket is szereti. A nagyobb városokban is gyorsan megjelenik és terjed. Más Orthotrichum fajokkal ellentétben viszonylag ellenálló a kén-dioxiddal (SO2) szemben. Magyarország egyik leggyakoribb lombosmoha faja. Vörös listás besorolása: LC - nem veszélyeztetett, gyakori faj.

## Képek

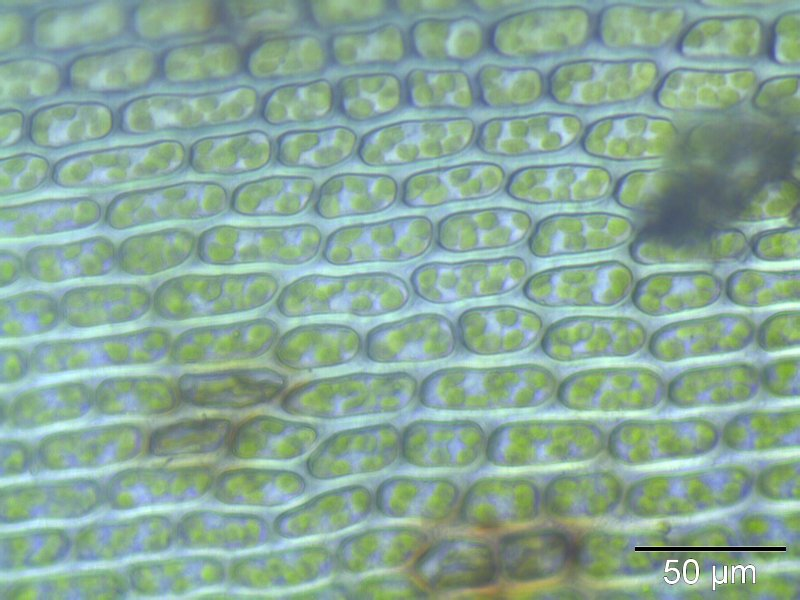
Levélke sejtek 400x-os nagyítással
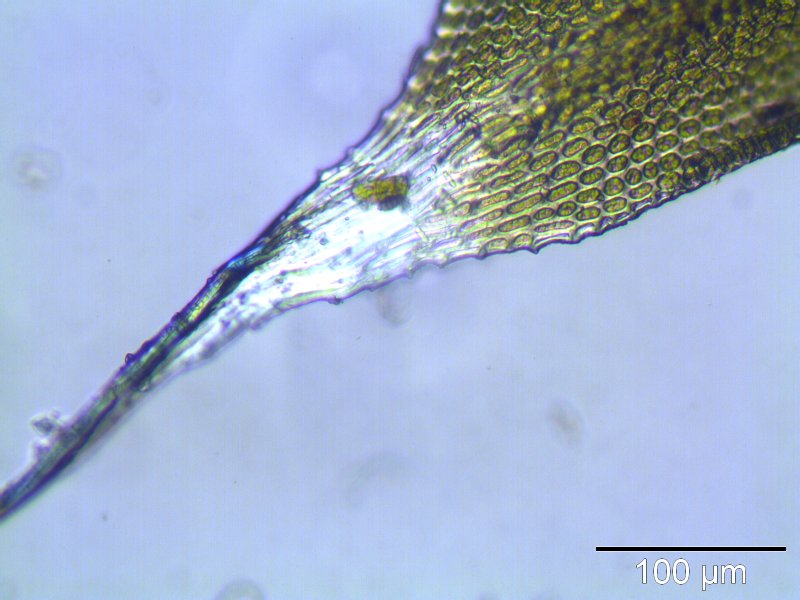
Az átlátszó levélke csúcs 250x-es nagyítással
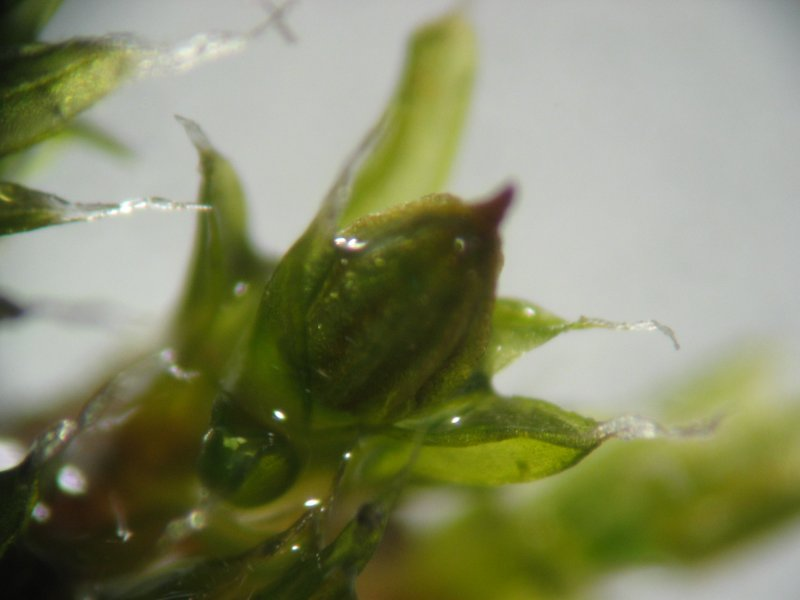
A levélkék közzé süllyedő spóratok 30x-os nagyításon
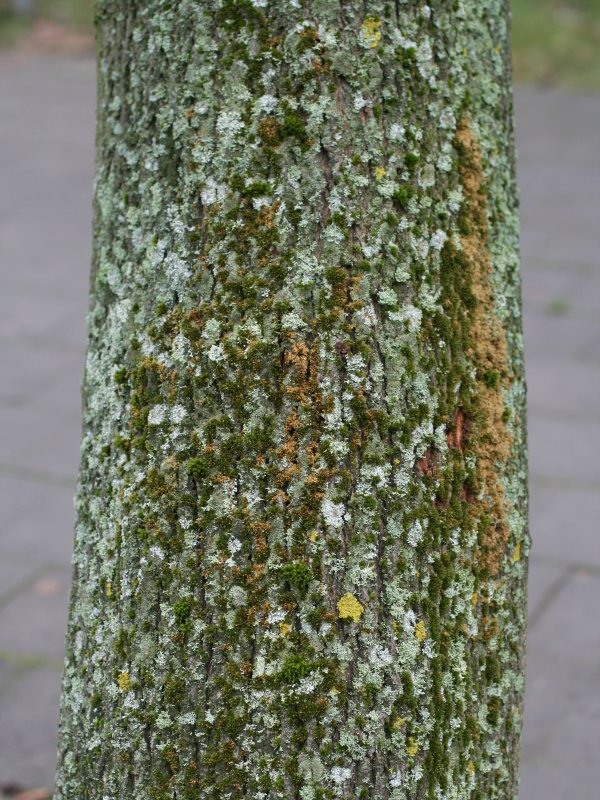
Tipikus élőhely a fakérgen más mohákkal és zuzmókkal

## Fordítás
- Ez a szócikk részben vagy egészben  az   Orthotrichum_diaphanum című német Wikipédia-szócikk ezen változatának fordításán alapul.  Az eredeti cikk szerkesztőit annak laptörténete sorolja fel. Ez a jelzés csupán a megfogalmazás eredetét és a szerzői jogokat jelzi, nem szolgál a cikkben szereplő információk forrásmegjelöléseként.